# 17.ª División SS de Granaderos Panzer Götz von Berlichingen
La 17.ª División SS de Granaderos Panzer Götz von Berlichingen fue una división de las Waffen-SS que entró en acción en el Frente Occidental durante la Segunda Guerra Mundial (1939‑1945).

## Formación y entrenamiento
La división se formó cerca de Poitiers (Francia), como la Panzer-Grenadier-Division «Götz von Berlichingen» en octubre de 1943. Sus unidades procedían de soldados de reemplazo, muchos de las cuales eran franceses voluntarios y alemanes de Rumanía. El grupo recibió el nombre de Gotz von Berlichingen, un caballero imperial del siglo XV que había perdido un brazo y lo había sustituido por una prótesis de hierro. Por este motivo, la enseña del grupo era un puño de este material.
Su formación estuvo supervisada por el Obersturmbannführer Otto Binge y el recién ascendido Brigadeführer Werner Ostendorff la dirigió a partir de enero de 1944. La división fue incluida dentro del LXXX Ejército Alemán, una parte del Grupo D del Generalfeldmarschall Gerd von Rundstedt.
Adquirió su nombre definitivo a principios de 1944, como parte de un plan para numerar todas las divisiones de las SS. 
En febrero de 1944, la división carecía de vehículos adecuados y se ordenó reunir vehículos franceses para suplir la falta.Para marzo, la mayor parte de las formaciones de combate estaban totalmente motorizadas, aunque dos de cada seis batallones de infantería se desplazaban todavía en bicicleta. El 1 de junio, la Götz von Berlichingen estaba en Tours sin tanques, con un entrenamiento de tan solo unos meses y escasos de oficiales y suboficiales.

## Batallas por Normandía
Tras la invasión aliada del Día D, la Götz von Berlichingen fue enviada a Normandía para tomar parte en la defensa. El 10 de junio la división toma la comuna de Graignes en la batalla del mismo nombre, defendida por un grupo de paracaidistas arrojados accidentalmente por el US 9th Army Air Force Troop Carrier Command. Después de la batalla, la Götz von Berlichingen ejecutó a los 19 paracaidistas estadounidenses heridos y a 28 civiles franceses, entre ellos dos sacerdotes y una mujer de ochenta años. Al día siguiente, se enfrentó a los paracaidistas de la 101.ª División Aerotransportada cerca de Carentan. El 13 de junio los americanos aseguraron su posición y siguieron avanzando hacia el sur.
Apoyada por la 37ª División SS de Granaderos Panzer y por el batallón del Oberst (coronel) Friedrich August Freiherr von der Heydte (6º Fallschirmjäger), la Götz von Berlichingen atacó a los paracaidistas, dando lugar a la batalla del Barranco Sangriento, en la que los alemanes derrotaron a dos compañías de paracaidistas antes de la llegada del comando de combate A de la Segunda División Acorazada de los Estados Unidos.
La división libró el combate del Bocage cerca de Saint-Lô y Coutances. Durante este periodo la Götz von Berlichingen sufrió numerosas pérdidas y a principios de julio su fuerza se había reducido a 8.500 hombres. Sus fuerzas terminaron de menguar cuando intentó detener la ofensiva aliada en la Operación Cobra, tras lo cual la división se deshizo en cuatro pequeños Kampfgruppen: 'Braune', 'Gunter', 'Fick' y 'Wahl', que intentaron huir bordeando la bolsa de Falaise, pero sufrieron abundantes bajas y se vieron obligados a mantener combate constante contra los estadounidenses hasta el final del mes, cuando la división fue transferida a Metz para su descanso.

## Operación Viento del Norte y rendición
En diciembre de 1944, ante la Batalla de las Ardenas, Hitler decide lanzar una ofensiva sobre Alsacia, la Operación Nordwind. El ataque comienza el 31 de diciembre de 1944 hacia las 23:30h, sin preparación de artillería para no estropear el efecto sorpresa.
Vestidas con uniformes de camuflaje blancos, 5 compañías de la recuperada Goetz von Berlichingen se lanzaron contra los batallones de primera línea del 71 Regimiento de Infantería Americano instalado en el bosque, cerca de Rimling. Tomados por sorpresa, los estadounidenses tardaron en reaccionar, pero a partir de las 2:30h de la mañana del 1 de enero de 1945, la ofensiva alemana se estancó.
Tras el fracaso de este ataque, la división se replegó a la Línea Sigfrido y se dedicó a defender el Sarre durante la campaña de Lorena.
Para el 1 de abril de la fuerza de la división fue reconstruida a unos 7.000 hombres. A continuación, tomó parte en la Batalla de Heilbronn. Posteriormente, la división defendieron los rios Jagst y Tauber valles, así como Bad Mergentheim. Asignada a la defensa de Núremberg, combatió hasta el 24 de abril antes de retirarse a Donauwörth y más tarde a Moosburg con los efectivos reducidos a 4.000 hombres.
El 5 de mayo, cinco días después del suicidio de Hitler, y tres días antes de la rendición de Alemania, los elementos de la división atacaron el castillo de Itter en Tirol, Austria. (administrativamente una parte del campo de concentración de Dachau compleja) fue una prisión por personalidades francesas de alto rango, el llamado Ehrenhäftlinge ('prisioneros de honor'), incluyendo los políticos Paul Reynaud y Édouard Daladier, el líder sindical Léon Jouhaux, y los ex comandantes Maxime Weygand y Maurice Gamelin. Las fuerzas SS querían ejecutar a todos esos prisioneros. El ataque fue cometido por el 23.er Batallón de Tanques de los EE. UU. División Blindada 12 bajo el mando del capitán John C. «Jack» Lee, Jr., los antiguos propios presos, y los elementos antinazis de la Wehrmacht bajo el mando del comandante Josef «Sepp» Gangl, que murió en la batalla.
Los supervivientes se entregaron a los estadounidenses el 6 de mayo de 1945, al sur de Kufstein.

## Comandantes
- SS-Standartenführer Otto Binge (octubre de 1943 - enero de 1944)
- SS-Gruppenführer Werner Ostendorff (enero de 1944 - 15 de junio de 1944)
- SS-Standartenführer Otto Binge (16 de junio de 1944 - 18 de junio de 1944)
- SS-Brigadeführer Otto Baum (18 de junio de 1944 - 1 de agosto de 1944)
- SS-Standartenführer Otto Binge (1 de agosto de 1944 - 29 de agosto de 1944)
- SS-Oberführer Dr. Eduard Deisenhofer (30 de agosto de 1944 - septiembre de 1944)(MIA)
- SS-Standartenführer Thomas Müller (septiembre de 1944 - septiembre de 1944)
- SS-Standartenführer Gustav Mertsch (septiembre de 1944 - octubre de 1944)
- SS-Gruppenführer Werner Ostendorff (21 de octubre de 1944 - 15 de noviembre de 1944)
- SS-Standartenführer Hans Lingner (15 de noviembre de 1944 - 9 de enero de 1945) (POW)
- Oberst Gerhard Lindner (9 de enero de 1945 - 21 de enero de 1945)
- SS-Standartenführer Fritz Klingenberg (21 de enero de 1945 - 22 de marzo de 1945)(KIA)
- SS-Obersturmbannführer Vinzenz Kaiser (22 de marzo de 1945 - 24  de marzo de 1945)
- SS-Standartenführer Jakob Fick (24 de marzo de 1945 - 27 de marzo de 1945)
- SS-Oberführer Georg Bochmann (27 de marzo de 1945 - 8 de mayo de 1945)